# Arquitectura georgiana

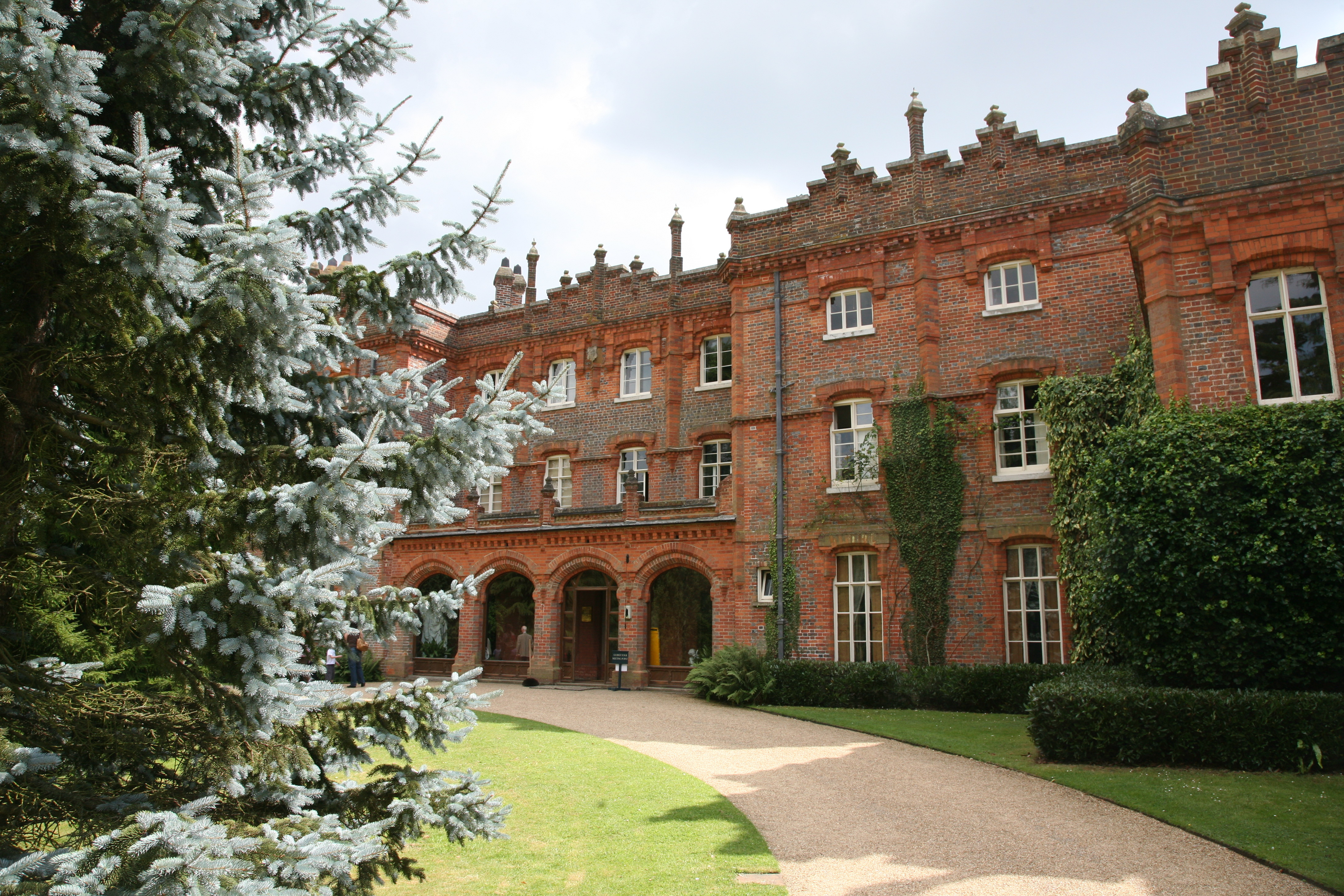
Hughenden Manor, antigua residencia de Benjamin Disraeli, posterior conde de Beaconsfield, localizada en High Wycombe, en el condado de Buckinghamshire, fue construida a finales del y actualmente es propiedad del National Trust

Arquitectura georgiana es el nombre dado en los países de habla inglesa al estilo arquitectónico llevado a cabo entre 1720 y 1840, llamado así por los cuatro reyes británicos llamados Jorge (George) que reinaron en el Reino Unido desde 1714 hasta 1830.

## Historia
El estilo barroco de Inglaterra, que representaron entre otros Christopher Wren, John Vanbrugh y Nicholas Hawksmoor, no terminó de cuajar en el gusto británico y en los primeros años del siglo XVIII comenzó a ser reemplazado por el nuevo estilo georgiano, que representaba la vuelta de las formas clásicas, según la interpretación palladiana.
Entre los primeros arquitectos que promovieron este cambio estilístico se encuentran Colen Campbell, con su libro de grabados Vitruvius Britannicus or the British Architect, Richard Boyle, que aunque no fue uno de los pioneros, dispuso de la altura social y económica, y también la fibra intelectual necesaria para expandir y consolidar el nuevo estilo.
También destaca el protegido de Burlington, William Kent, del que la obra más sobresaliente es Holkham Hall, inmensa casa de campo situada en la ciudad de Norfolk; por último cabe mencionar también a Thomas Archer y el veneciano Giacomo Leoni, que desarrolló toda su carrera en Inglaterra.

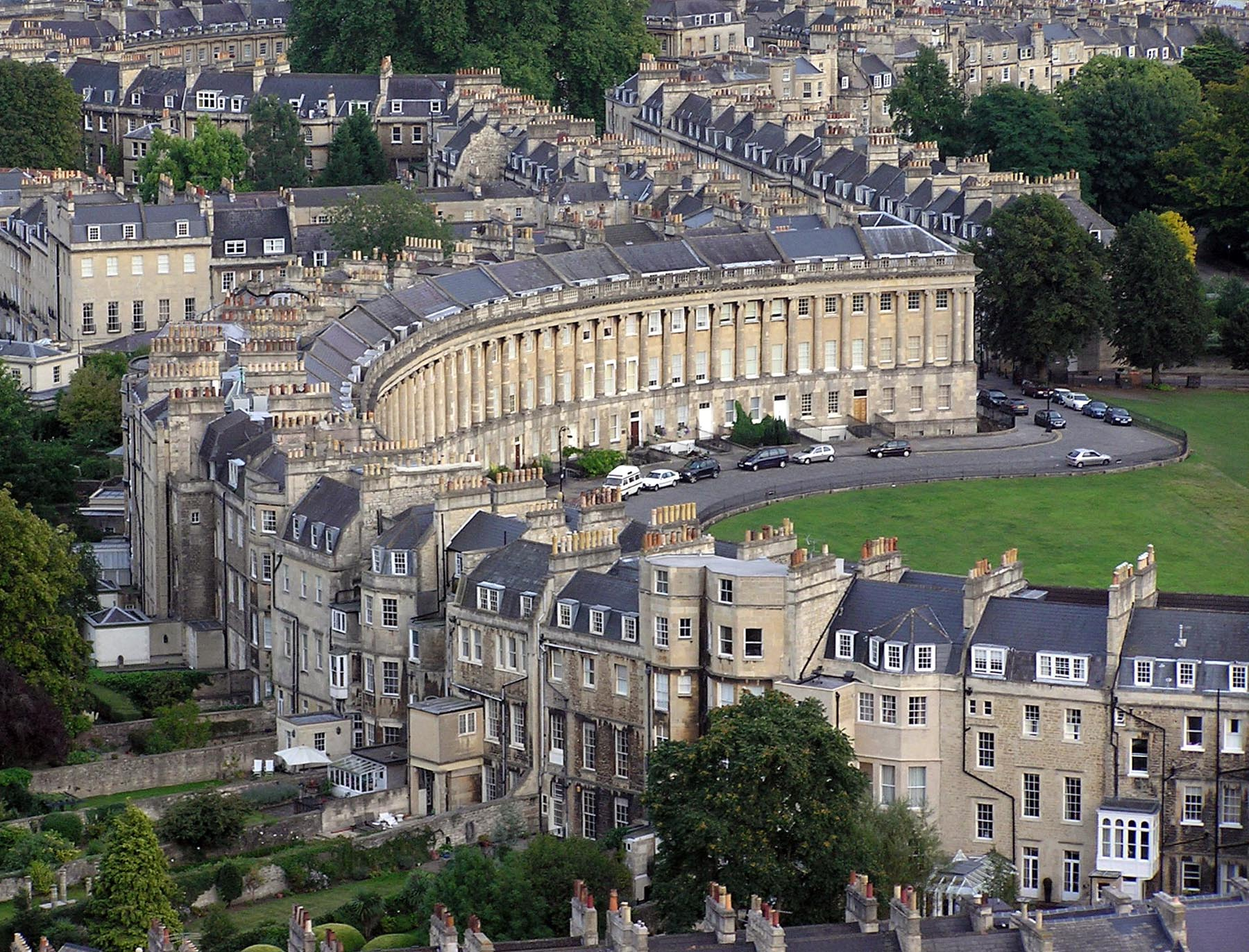
Royal Crescent, construido entre 1767 y 1774, en la ciudad de Bath. Fue diseñado por el arquitecto John Wood y representa uno de los mejores ejemplos de la arquitectura georgiana en el Reino Unido.

## Características
El estilo georgiano supuso en un principio una arquitectura neoclásica, a través de la interpretación del renacentista italiano Andrea Palladio, del que había sido el máximo exponente  el arquitecto Iñigo Jones (1573-1652) que tuvo una gran difusión en la decoración de interiores. Representantes de esta arquitectura neoclásica fueron Robert Adam (1728-1792), James Gibbs (1682-1754), William Chambers (1723-1796) al que se debe Somerset House en Londres, construido en la segunda mitad del siglo XVIII, que constituye uno de los ejemplos más bellos de la aplicación de este estilo a la arquitectura pública.
Desde 1760 se fueron mostrando otros tipos de arquitectura georgiana, distinta del palladianismo, con las variantes inglesas del estilo rococó: el nacimiento del Neogótico, que culminaría en el siglo XIX, con su transformación en el gótico victoriano, el Chinoiserie, asociado con los arquitectos británicos James Wyatt, Henry Holland y John Soane. La arquitectura georgiana se vio sucedida, en el siglo XIX, por el estilo victoriano.
Los arquitectos georgianos que seguían en sus construcciones las formas palladianas que ponían de manifiesto un estado natural de orden y proporción, fueron a la vez los creadores del denominado jardín inglés que proponían un tipo de diseño natural, las colinas, los árboles y los demás elementos debían adoptar sus propias formas con libertad, sin sometimiento a ninguna norma geométrica, despojado de la artificiosidad de los jardines franceses. Estas concepciones suponían, en algunos casos, visiones contrapuestas de una misma realidad.

## Arquitectura georgiana colonial
A diferencia del estilo barroco al que reemplazó, que se usaba principalmente para palacios e iglesias y tenía poca representación en las colonias británicas, la arquitectura georgiana, en ocasiones simplificada, fue ampliamente utilizada por las clases media y alta fuera de Gran Bretaña.
El estilo se empezó a desarrollar en Estados Unidos antes de su independencia, sin embargo es, en torno a 1785, cuando se popularizó, gracias a una versión autóctona, denominada estilo federal, que evolucionó hacia un neoclasicismo de carácter monumental.
En Canadá, los Lealistas del Imperio Unido adoptaron esta arquitectura como símbolo de su lealtad a la Corona británica. Ejemplos de arquitectura georgiana en Canadá son el Gran Seminario y la antigua aduana en Montreal, y The Grange, en Toronto.